# Искыр (село, Варненская область)
Искыр (болг. Искър) — село в Болгарии. Находится в Варненской области, входит в общину Вылчи-Дол. Население составляет 187 человек (2009).

## Политическая ситуация
Искыр подчиняется непосредственно общине и не имеет своего кмета.
Кмет (мэр) общины Вылчи-Дол — Веселин Янчев Василев (независимый) по результатам выборов.